# Goniatitida
Goniatites são um grupo extinto de amonóides com concha relacionados com lulas, belemnites, polvos,sépias e náutilos.
A ordem Goniatitida se originou a partir de amonóides anarcestinos (Anarcestina) primitivos no Devoniano Médio há mais ou menos 390 milhões de anos.
Sobrevivendo à grande extinção que ocorreu na idade Famenniana (final do Devoniano), estes organismos floresceram durante os períodos Carbonífero e Permiano, para perecerem durante outro período de extinção em massa do Permiano-Triássico, no final da Era Paleozóica, há 251,4 milhões de anos.